# Nati nel 1537
| Questa pagina contiene informazioni ricavate automaticamente dalle voci biografiche con l'ausilio del template Bio e di un bot. L'aggiornamento è periodico e automatico e ricostruisce completamente la pagina. Se manca una persona in questa lista, sei pregato di non aggiungerla, ma accertati piuttosto che la sua voce biografica contenga il template Bio e che i dati anagrafici siano correttamente compilati. Se il template Bio manca, inseriscilo tu stesso o, in alternativa, metti l'avviso {{tmp\|Bio}} che ne segnala la mancanza. Se i dati riportati sono sbagliati, correggi direttamente la voce biografica; le modifiche saranno visibili in questa lista entro pochi giorni. Per chiarimenti vedi il progetto biografie. La lista contiene solo le 62 persone che sono citate nell'enciclopedia e per le quali è stato implementato correttamente il template Bio. Pagina aggiornata al 10 giu 2025. |

## Gennaio(2)
- 16 gennaio - Alberto VII di Schwarzburg-Rudolstadt, nobile tedesco († 1605)
- 21 gennaio - Anton Maria Salviati, cardinale e vescovo italiano († 1602)

## Febbraio(3)
- 2 febbraio - Toyotomi Hideyoshi, giapponese († 1598)
- 7 febbraio - Claudia Rangoni, nobildonna italiana († 1593)
- 26 febbraio - Cristoforo II di Baden-Rodemachern, nobile tedesco († 1575)

## Marzo(1)
- 4 marzo - Longqing, imperatore cinese († 1572)

## Aprile(2)
- 12 aprile - Nabeshima Naoshige, militare giapponese († 1619)
- 18 aprile - Isabella Gonzaga, nobile italiana († 1579)

## Maggio(3)
- 18 maggio - Guido Luca Ferrero, cardinale italiano († 1585)
- 27 maggio - Luigi IV d'Assia-Marburgo, nobile tedesco († 1604)
- 31 maggio - Scià Isma'il II, sovrano persiano († 1577)

## Giugno(2)
- 3 giugno - Giovanni Manuele d'Aviz, principe portoghese († 1554)
- 19 giugno - Eleonora d'Este, nobile italiana († 1581)

## Luglio(2)
- 20 luglio - Arnaud d'Ossat, cardinale, diplomatico e vescovo cattolico francese († 1604)
- 29 luglio - Pedro Téllez-Girón, politico e militare spagnolo († 1590)

## Agosto(2)
- 9 agosto - Francesco Barozzi, matematico italiano († 1604)
- 22 agosto - Filippo Sega, cardinale e vescovo italiano († 1596)

## Settembre(1)
- 30 settembre - Gianfrancesco Morosini, cardinale italiano († 1596)

## Ottobre(2)
- 12 ottobre - Edoardo VI d'Inghilterra, re britannico († 1553)
- 16 ottobre - Pedro de Castro, arcivescovo cattolico portoghese († 1609)

## Novembre(2)
- 21 novembre - Fadrique Álvarez de Toledo y Enríquez de Guzmán, nobile e militare spagnolo († 1583)
- 24 novembre - Cristoforo Boncompagni, arcivescovo cattolico italiano († 1603)

## Dicembre(5)
- 4 dicembre - Angelo Guerra d'Anagni, pittore italiano († 1613)
- 5 dicembre - Ashikaga Yoshiaki, militare giapponese († 1597)
- 10 dicembre - Francisco Arias de Bobadilla, militare e nobile spagnolo († 1610)
- 20 dicembre - Giovanni III di Svezia, re svedese († 1592)
- 26 dicembre - Alberto di Nassau-Weilburg, nobile tedesco († 1593)

## Senza giorno specificato(35)
- Patrick Adamson, arcivescovo e ambasciatore scozzese († 1592)
- Raffaello Borghini, commediografo e poeta italiano († 1588)
- Lelio Brancaccio, arcivescovo cattolico italiano († 1599)
- Lorenzo Costa il Giovane, pittore italiano († 1583)
- Joan Antonio Cumis, gesuita italiano († 1618)
- Diego Durán, religioso e storico spagnolo († 1588)
- Jane FitzAlan, nobile e letterata inglese († 1578)
- Giovanni Fontana, vescovo cattolico italiano († 1611)
- Giano Fregoso, vescovo cattolico italiano († 1586)
- Philip Galle, incisore e editore olandese († 1612)
- Charles de Gavre, militare belga († 1611)
- Petrus Gonsalvus, nobile spagnolo († 1618)
- Jane Grey, regina britannica († 1554)
- Katō Mitsuyasu, militare giapponese († 1593)
- Felice Lodron, militare italiano († 1584)
- Cesare Marullo, arcivescovo cattolico italiano († 1588)
- Porzia de' Medici, religiosa italiana († 1565)
- Joachim Meyer, maestro di scherma svizzero († 1571)
- Marco Antonio Pasi, architetto e ingegnere italiano († 1599)
- Gaspare Pasquali, vescovo cattolico italiano († 1612)
- Germain Pilon, scultore e medaglista francese († 1590)
- Agostino Pinelli Luciani, doge († 1620)
- Johann Richter, matematico e astronomo tedesco († 1616)
- Girolamo Rusticucci, cardinale e vescovo italiano († 1603)
- Saegusa Moritomo, militare giapponese († 1575)
- Sanada Nobutsuna, militare giapponese († 1575)
- Petru Șchiopul, principe († 1594)
- Shimazu Toshihisa, militare giapponese († 1592)
- Shimizu Muneharu, militare giapponese († 1582)
- Shimozuma Nakayuki, monaco buddista giapponese († 1626)
- Francisco Verdugo, militare spagnolo († 1595)
- Filippo I d'Este, nobile italiano († 1592)
- Francisco de Aldana, diplomatico spagnolo († 1578)
- Jean de Poltrot de Mére, nobile († 1563)
- Ōkubo Tadasuke, militare giapponese († 1613)